# Břeclav
Břeclav (in tedesco Lundenburg) è una città della Repubblica Ceca, posta a sud-est di Brno. Fa parte della regione storica della Slovacchia morava. Si trova presso il confine con l'Austria, adagiata sul fiume Dyje. La più vicina città sul territorio austriaco è Hohenau an der March.

## Geografia fisica

### Territorio
Břeclav si trova 55 km a sud-est di Brno, a ridosso del confine con la Bassa Austria situato sul fiume Thaya. La città austriaca più vicina è Bernhardsthal. Břeclav si trova 10 km a nord-ovest del confine slovacco a Kúty e 100 km a nord della capitale austriaca Vienna.

### Clima
Břeclav si trova in una valle fluviale assai pianeggiante, oltre che nella parte più calda della Moravia e di tutta la Repubblica Ceca. Nell'angolo meridionale dei dintorni della città sorge una fitta foresta ripariale, composta da alberi a foglie larghe è che termina nella parte più meridionale della Moravia, dove si trova la confluenza dei fiumi Thaya e Morava. La temperatura media annuale è di 10,7 °C, con una temperatura media nel mese di luglio che raggiunge i 21,3 °C e una temperatura media a gennaio che scende a -0,4 °C. Il clima locale appare caldo, con una stagione invernale fresca, secca e breve che inizia nelle prime settimane di dicembre e termina nella seconda metà di febbraio. La primavera, dalle temperature miti e prevalentemente soleggiata, arriva alla fine di febbraio e continua fino a maggio, quando inizia l'estate più umida e moderatamente afosa, sostituita da un autunno più secco e fresco alla fine di settembre.
| Břeclav                            | Mesi | Mesi | Mesi | Mesi | Mesi | Mesi | Mesi | Mesi | Mesi | Mesi | Mesi | Mesi | Stagioni | Stagioni | Stagioni | Stagioni | Anno |
| Břeclav                            | Gen  | Feb  | Mar  | Apr  | Mag  | Giu  | Lug  | Ago  | Set  | Ott  | Nov  | Dic  | Inv      | Pri      | Est      | Aut      | Anno |
| ---------------------------------- | ---- | ---- | ---- | ---- | ---- | ---- | ---- | ---- | ---- | ---- | ---- | ---- | -------- | -------- | -------- | -------- | ---- |
| T. max. media (°C)                 | 2,5  | 4,9  | 9,9  | 15,9 | 20,2 | 24,0 | 26,0 | 25,7 | 20,5 | 14,7 | 8,9  | 3,6  | 3,7      | 15,3     | 25,2     | 14,7     | 14,7 |
| T. media (°C)                      | −0,4 | 1,1  | 5,3  | 11,0 | 15,6 | 19,5 | 21,3 | 21,0 | 16,1 | 10,8 | 6,0  | 0,9  | 0,5      | 10,6     | 20,6     | 11,0     | 10,7 |
| T. min. media (°C)                 | −3,4 | −2,4 | 0,6  | 5,5  | 10,5 | 14,2 | 16,3 | 16,0 | 11,7 | 7,2  | 0,0  | 0,0  | −1,9     | 5,5      | 15,5     | 6,3      | 6,4  |
| Precipitazioni (mm)                | 38   | 36   | 44   | 48   | 71   | 79   | 88   | 70   | 70   | 46   | 48   | 44   | 118      | 163      | 237      | 164      | 682  |
| Giorni di pioggia                  | 6    | 6    | 7    | 6    | 8    | 8    | 9    | 7    | 7    | 6    | 7    | 7    | 19       | 21       | 24       | 20       | 84   |
| Umidità relativa media (%)         | 80   | 76   | 71   | 64   | 64   | 63   | 62   | 63   | 68   | 76   | 81   | 82   | 79,3     | 66,3     | 62,7     | 75       | 70,8 |
| Eliofania assoluta (ore al giorno) | 3,5  | 4,8  | 6,5  | 9,5  | 10,5 | 11,9 | 12,0 | 11,1 | 8,2  | 5,3  | 3,7  | 3,3  | 3,9      | 8,8      | 11,7     | 5,7      | 7,5  |

## Storia

### Pohansko
Nell'area della città sono state scoperte diverse località abitate sin dalla preistoria. Di queste località, la più importante era noto con il nome di Pohansko (che significa "luogo pagano"), a sud-est dell'attuale insediamento. Il sito assunse un ruolo di spessore come gord ai tempi della Grande Moravia, venendo infine abbandonato nel X secolo. Oggi c'è un sito archeologico che espone i reperti locali.

### Castello di Břeclav
Nell'XI secolo, il duca Bretislao I di Boemia fondò un castello lungo il confine che prese il suo nome (in ceco Břetislav → Břeclav). La fortificazione difensiva operò come uno dei centri amministrativi ducali nella Moravia medievale, trasformandosi poi in una residenza nobiliare. La famiglia degli Zierotin lo ricostruì in stile rinascimentale e lo preservò per diverso tempo. Nel 1638, il casato di Liechtenstein ne acquisì il possesso, ma la famiglia non vi risiedette e, all'inizio del XIX secolo, ricostruì delle rovine artificiali come parte del paesaggio culturale di Lednice-Valtice.

### Età moderna e contemporanea

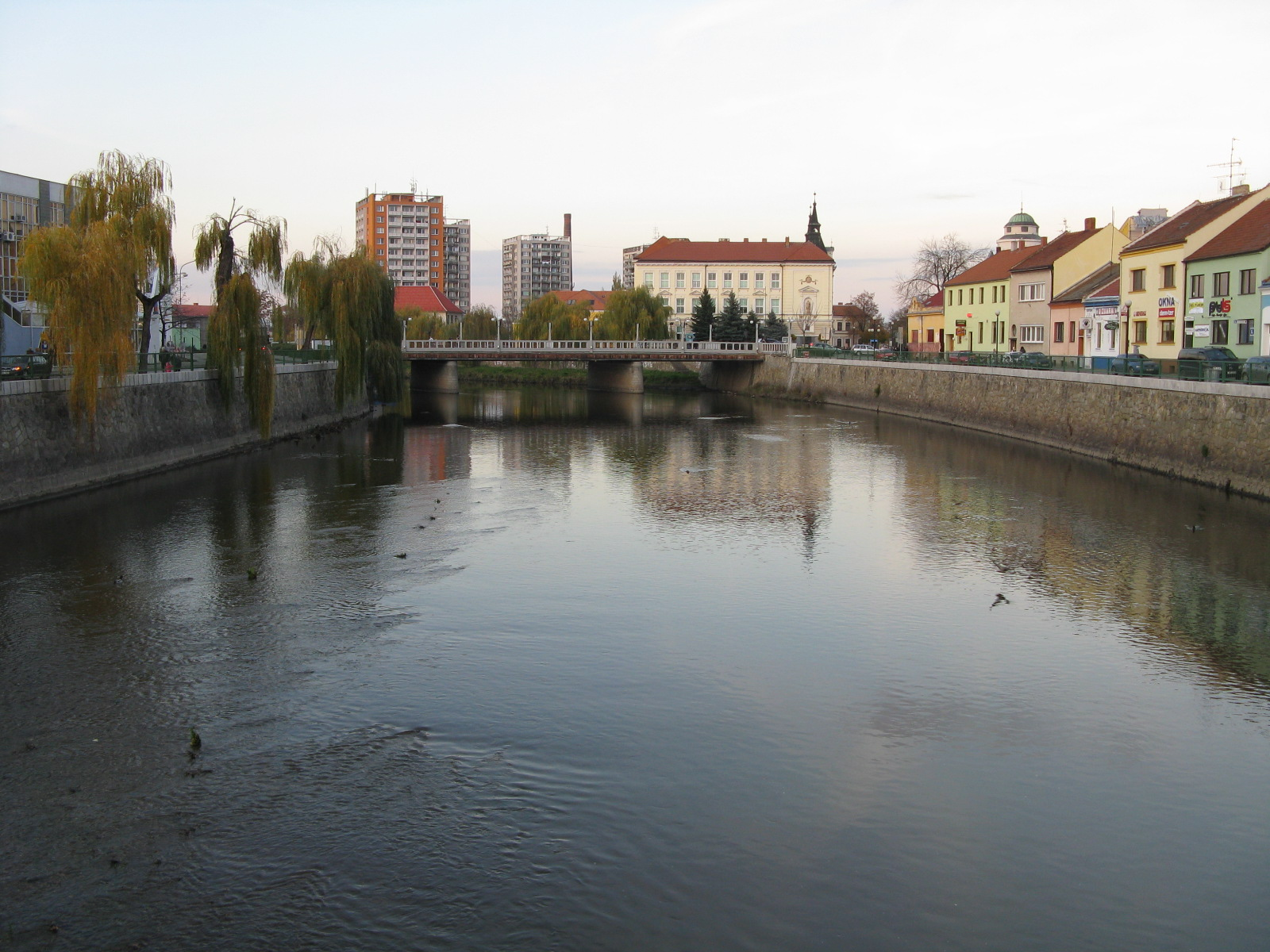
Il fiume Thaya all'altezza di Břeclav

In origine, sorgeva una città mercato vicino al castello, andata distrutta nel XV secolo e poi rifondata più vicino al castello (situato nell'area dell'odierno centro cittadino); il punto originale andò chiamato da allora Břeclav Vecchia (Stará Břeclav). Sia la (nuova) città mercato che il villaggio di Břeclav Vecchia furono gravemente danneggiati nelle battaglie del XVII secolo.
L'apertura di una ferrovia verso Vienna e Brno nel 1839, così come le successive estensioni, rappresentarono un evento importante, soprattutto per l'industrializzazione e per la crescita demografica. Dai 2.952 abitanti (del nuovo e vecchio insediamento) nel 1834 si giunse ai 13.689 nel 1930. Anche per questo, Břeclav ottenne lo status di città (1872), diventando la sede del distretto giudiziario (1850) e politico (1949). Nel 1919 si fusero tre comuni originari (Břeclav, Břeclav Vecchia e il Comune ebraico di Břeclav); nel 1974, si unirono altri due settori, ovvero Poštorná e Charvátská Nová Ves (entrambi fecero parte della Bassa Austria fino al 1920). Nel 1938-1945 Břeclav confluì nella Germania nazista, anche se la popolazione della città era prevalentemente di lingua ceca. Gli ebrei locali (4,3% nel 1930) e i tedeschi (11,6%) furono espulsi sia durante che dopo la seconda guerra mondiale.

## Società e amministrazione

### Evoluzione demografica
| Censimento | Popolazione totale | Popolazione per madrelingua | Popolazione per madrelingua | Popolazione per madrelingua |
| Anno       | Popolazione totale | Tedeschi                    | Cechi                       | Altri                       |
| ---------- | ------------------ | --------------------------- | --------------------------- | --------------------------- |
| 1793       | 2063               | –                           | –                           | -                           |
| 1836       | 2952               | –                           | –                           | –                           |
| 1869       | 4597               | –                           | –                           | -                           |
| 1880       | 6954               | 3449                        | 3142                        | 363                         |
| 1890       | 8203               | 3053                        | 4759                        | 391                         |
| 1900       | 9136               | 3462                        | 5272                        | 402                         |
| 1910       | 11380              | 4994                        | 6123                        | 263                         |
| 1921       | 12500              | 2028                        | 9534                        | 482                         |
| 1930       | 13689              | 1582                        | 11220                       | 887                         |
| 1939       | 11237              | –                           | –                           | –                           |

### Gemellaggi
Břeclav è gemellata con:
- Andrychów
- Malacky
- Mosonmagyaróvár
- Nový Bor
- Priverno
- Trnava

## Traffico
Břeclav è un importante centro di scambio nella rete ferroviaria. È posizionata all'incrocio delle linee Brno - Praga, Ostrava - Cracovia/Katowice (Polonia), Kúty - Bratislava (Slovacchia) e Hohenau - Vienna (Austria).